# Тифон
Тифо́н, также Тифоей, Тифе́й (др.-греч. Τυφῶν, Τυφωεύς, Τυφώς, Τυφάων) — в древнегреческой мифологии могущественный и чудовищный великан, согласно классической версии мифа, порождённый Геей и Тартаром. Бросил вызов олимпийским богам и был с большим трудом побеждён Зевсом. Верховный бог взгромоздил на него гору. Древние греки связывали с его движениями и извергаемым им пламенем землетрясения и вулканические выбросы.
Большинство чудовищ древнегреческой мифологии, включая Цербера и лернейскую гидру, представляло собой потомство Тифона. Отождествлялся с Сетом — олицетворением зла в египетской мифологии.

## Происхождение и внешний вид

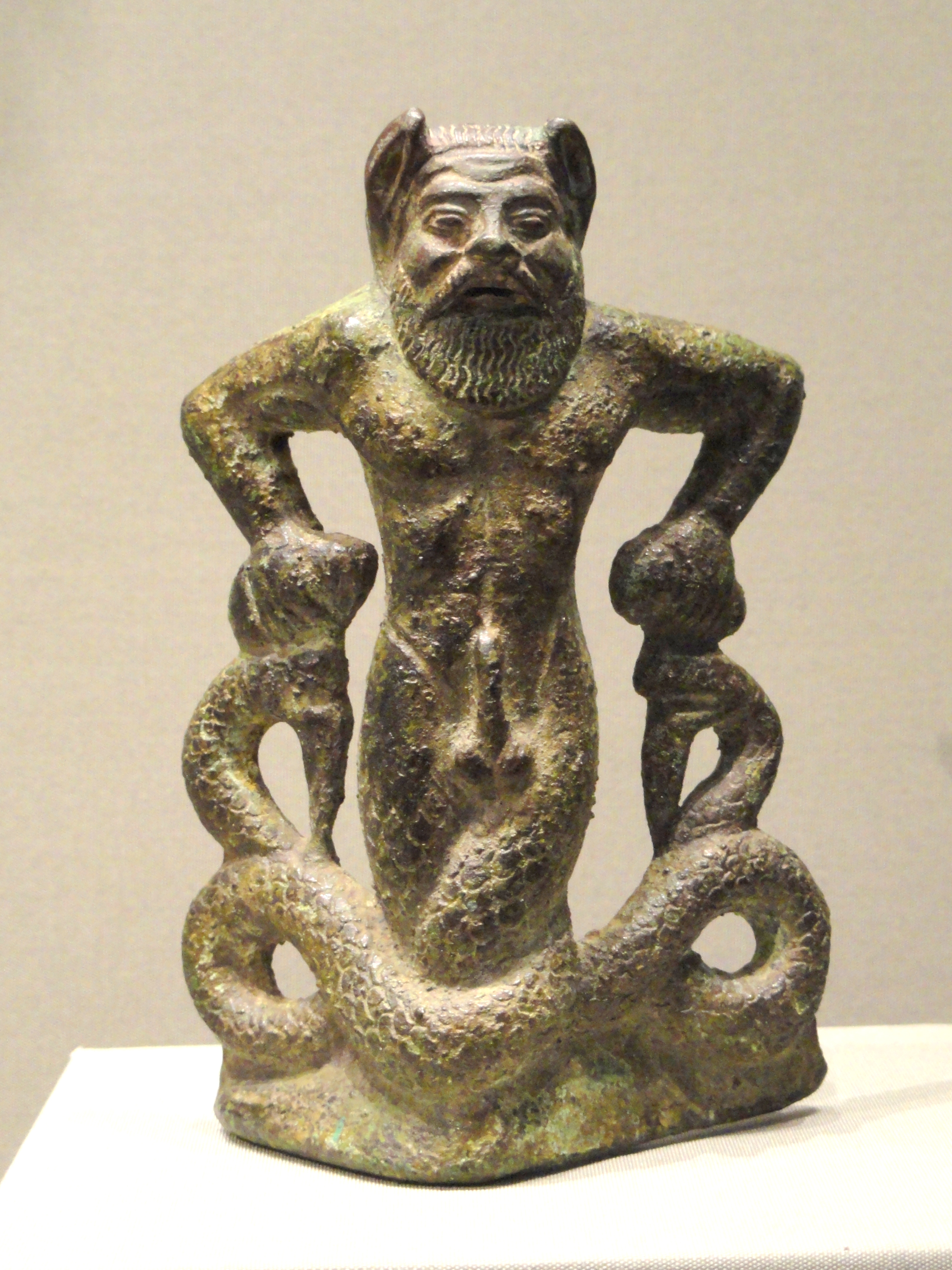
Бронзовая статуэтка 500—480 года до н. э. изображающая Тифона. Художественный музей Кливленда, США

Существует несколько версий мифа о рождении Тифона. У Гесиода богиня земли Гея, после того как Зевс победил титанов, сошлась с Тартаром. От этой связи родился Тифон. В гомеровских гимнах приведён миф о том, как Гера разгневалась на Зевса, когда он произвёл на свет Афину. Богиня решила также самостоятельно, без участия мужчины, родить живое существо. Её желание было услышано Геей и через год верховная богиня родила Тифона, которого отдала на воспитание другому чудовищу, Пифону.
Ещё одна версия приведена в схолиях к «Илиаде» Гомера. После того как Зевс победил гигантов, Гея оклеветала верховного бога перед Герой. Та взяла два яйца, помазанных семенем Кроноса, и положила под горой Арим в Киликии. Предполагалось, что из них вылупится демон, который сможет победить Зевса. После рождения Тифона Гера рассказала супругу о произошедшем.
Одно из первых описаний Тифона содержится в «Теогонии» Гесиода. Там он изображён стоглавым змеем-драконом, каждая голова которого издаёт самые разные звуки. Псевдо-Аполлодор представляет его получеловеком-полудраконом невероятных размеров («голова его часто касалась звёзд, руки его простирались одна до заката солнца, другая — до восхода») со ста головами, из пасти которых вырывалось пламя. Вместо ног у него были кольца змей, а тело покрыто перьями. Те или иные особенности внешнего вида Тифона содержатся во многих античных источниках.

## Битвы с богами
В античных источниках приведено несколько описаний противостояния Тифона с олимпийскими богами. Они завершаются поражением Тифона от перунов Зевса. В этой победе антиковеды усматривают попавшее в миф отображение обуздания человеком сил природы.
У Гомера, Гесиода, Пиндара, Эсхила и Псевдо-Гигина в различных вариациях приведено описание мифа о битве Тифона с Зевсом. Противостояние оканчивается победой верховного бога, который взгромождает на поверженного врага гору Этна в Сицилии. Стражем поверженного врага Зевс приставил бога кузнечного мастерства Гефеста, который на голове Тифона установил свои наковальни. Событие в античных источниках имеет весьма широкую географию. В различных вариациях его локализуют от Италии до Сирии, то есть там, где древним грекам были известны вулканические горы, так как с Тифоном стали связывать землетрясения и извержения вулканов. Движения придавленного горами чудовища, в понимании греков, вызывали землетрясения, а извергаемое им пламя — вулканическую активность.
В более поздних трудах Псевдо-Аполлодора, Антонина Либерала и Овидия миф дополняется описанием того, как убоявшиеся Тифона боги превратились в зверей, птиц и рыб и бежали в Египет. В этом антиковеды видят стремление греков и римлян в эллинистическую эпоху связать происхождение верований египтян, которые поклонялись богам, соединявшим черты человека и животного, со знакомыми им мифологическими персонажами.
Псевдо-Аполлодор приводит следующее описание противостояния Зевса с Тифоном. Вначале Зевс ударил чудовище мечом, вынудил отступить и преследовал до Сирии. Там Тифону удалось охватить громовержца змеиными кольцами, забрать меч. После он вырвал у Зевса сухожилия на руках и ногах и запер в пещере, поставив охранять драконицу Дельфину. Гермесу с Эгипаном удалось похитить и вернуть сухожилия верховному богу. Борьба Зевса с Тифоном разгорелась с новой силой. Олимпийскому богу помогли богини судьбы мойры, так как несколько ослабили великана, накормив его незрелыми плодами. Верховный бог преследовал чудовище сначала до Фракии, а оттуда до Сицилии, где и набросил на него гору Этну.
Нонн Панополитанский приводит версию, отличающуюся от других, вводя в неё Кадма. Этот герой смог настолько очаровать Тифона своей игрой на музыкальных инструментах, что тот потерял бдительность и был побеждён Зевсом.
В изложении Диодора Сицилийского, которое разительно отличается от классических версий мифа, Тифон был вождём гигантов во Фригии, которых победил Зевс.

## Сет — божество египетской мифологии, с которым отождествляли Тифона

Сет — божество египетской мифологии с которым отождествляли Тифона

В античном мире происходило не только сближение древнегреческих и древнеримских верований, но и древнеегипетских. Тифона отождествили с убийцей Осириса, олицетворением злого начала, богом жаркого усушливого ветра сирокко, смерти, опустошения, солнечного и лунного затмений и других несчастий Сетом. Соответствующие аналогии встречаются уже у Эсхила (525—456 гг. до н. э.) и Геродота (484—425 гг. до н. э.). В изобразительном искусстве Древнего Египта Сета могли изображать фигурой с горбатым, тонким носом, загнутыми и прямоугольными ушами, расщеплённым хвостом. Условно это изображение среди искусствоведов называется «Тифон».
Разрозненные сведения о таком отождествлении содержатся у Плутарха в сочинении «Об Исиде и Осирисе». В нём Тифон назван главным врагом Исиды, сыном Кроноса, рыжеволосым демоном, отцом бога погребальных обрядов Анубиса. Также Плутарх ассоциирует Тифона с солёным морем, в котором растворяется и погибает несущий жизнь Нил-Осирис. Для того чтобы умилостивить злобного Сета-Тифона, ему даже приносили в жертву людей с рыжими волосами.

## Потомство
Детьми Тифона и Ехидны были различные чудовища, с каждым из которых связаны те или иные мифы. Согласно Гесиоду к ним относились Орф, Цербер, Лернейская гидра, Химера, а также «все влагу несущие ветры» тайфуны. Псевдо-Аполлодор дополняет этот список Сфинксом, Эфоном — орлом, клевавшим печень Прометея, Кроммионской свиньёй и драконом Ладоном. В схолиях к «Аргонавтике» Аполлония Родосского утверждается, что из крови поверженного Тифона родился Колхидский Дракон. Псевдо-Гигин дополняет список детей Тифона и Ехидны Сциллой и горгонами. Квинт Смирнский называет отродьем Тифона змей, которые по указанию богов удушили Лаокоонта с сыновьями, когда тот предостерегал троянцев не вводить Троянского коня в город.

## Взаимосвязь с хеттской мифологией
Антиковеды находят большое количество аналогий в древнегреческих мифах о Тифоне и хеттских об Улликумми. На этом основании они делают выводы о том, что сказание о Тифоне не было автохтонным греческим. Изначально оно возникло в верованиях народов малоазийского государства Хатти. Затем, после их завоевания хеттами, оно вошло в хеттскую мифологию, откуда и было воспринято греками, передано в «Теогонии» Гесиода, а затем и других памятниках античной греческой литературы.